# Katedra Najświętszej Marii Panny w Sewilli

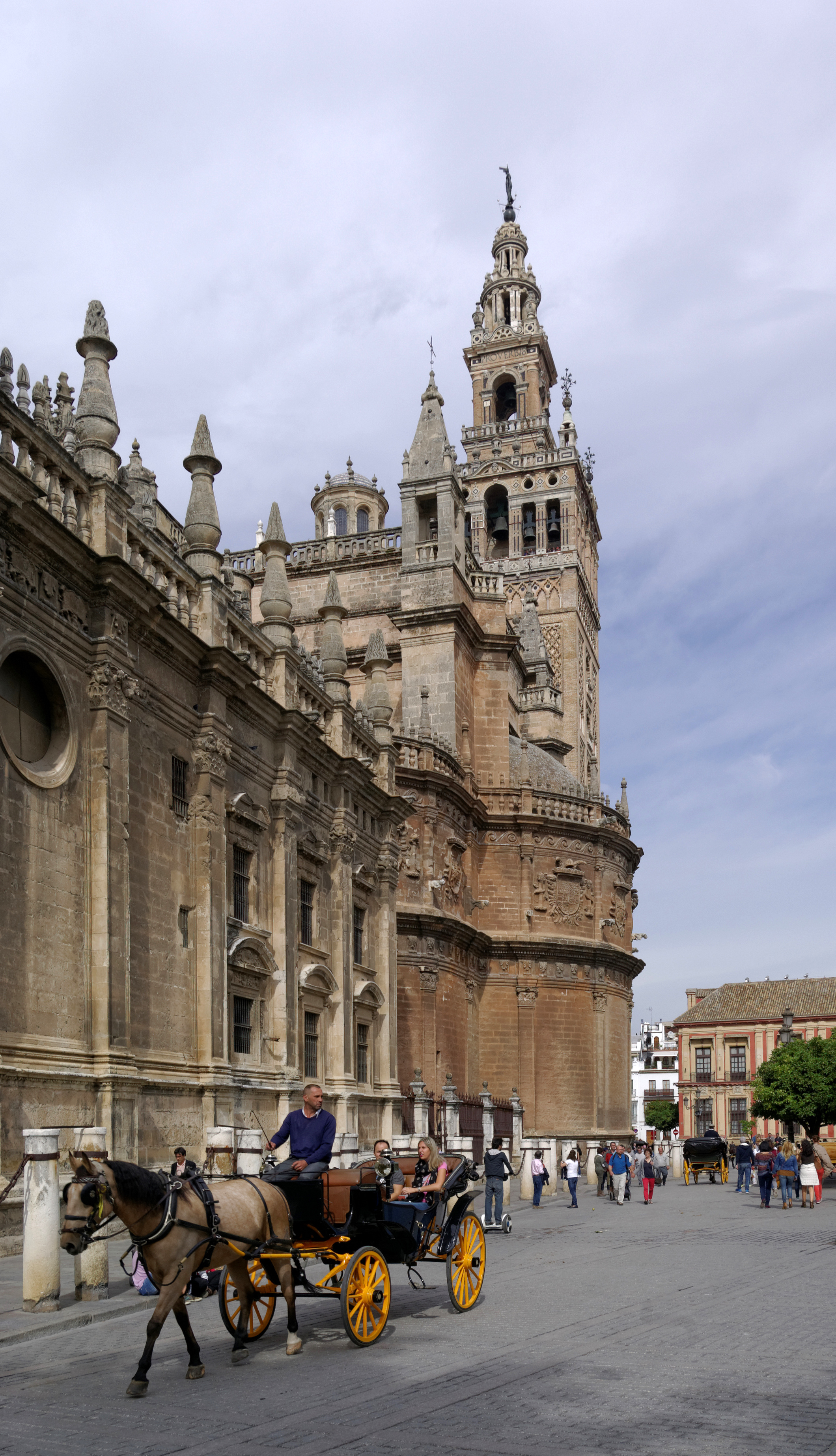
Katedra w Sewilli

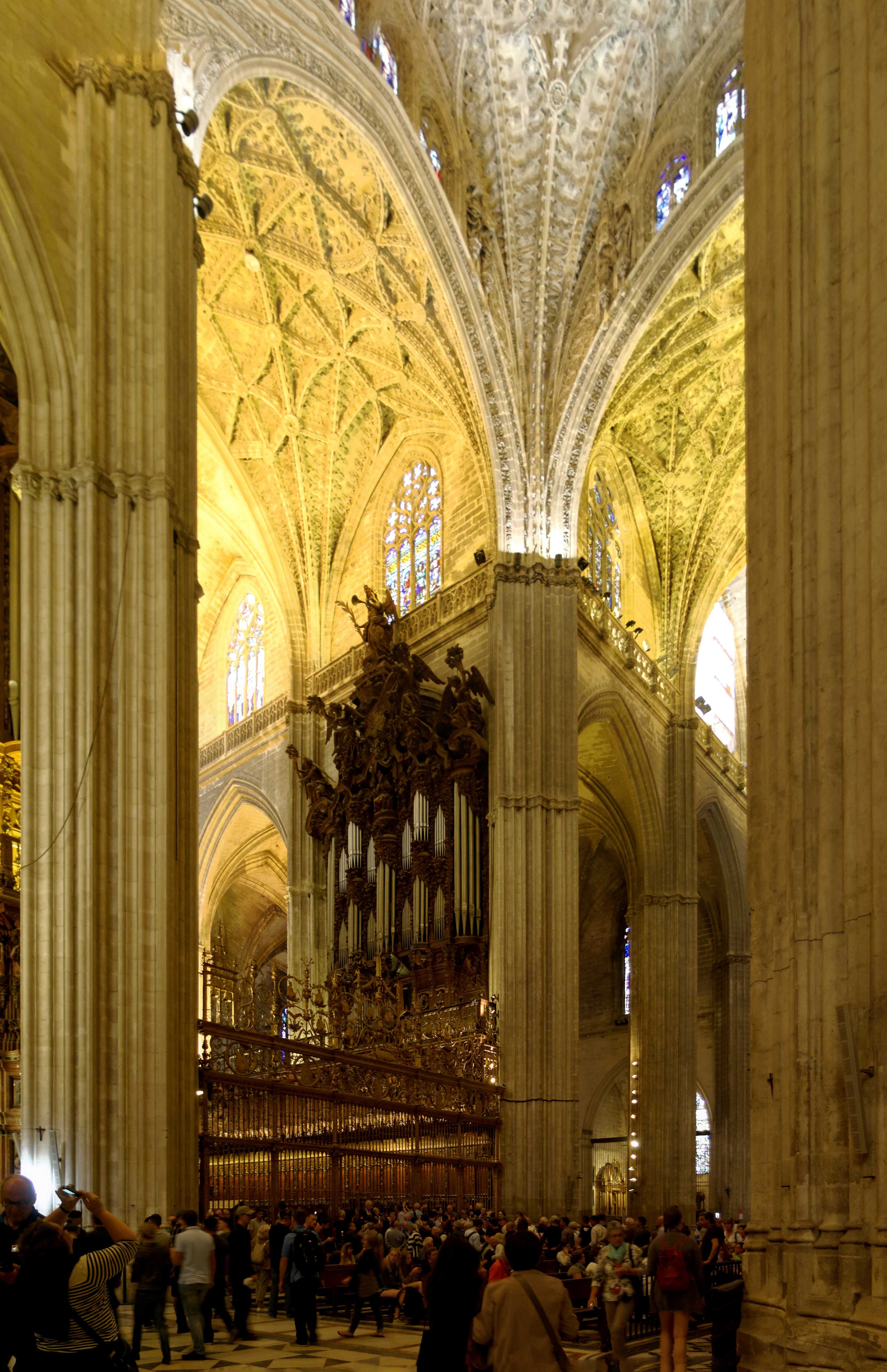
Wnętrze katedry

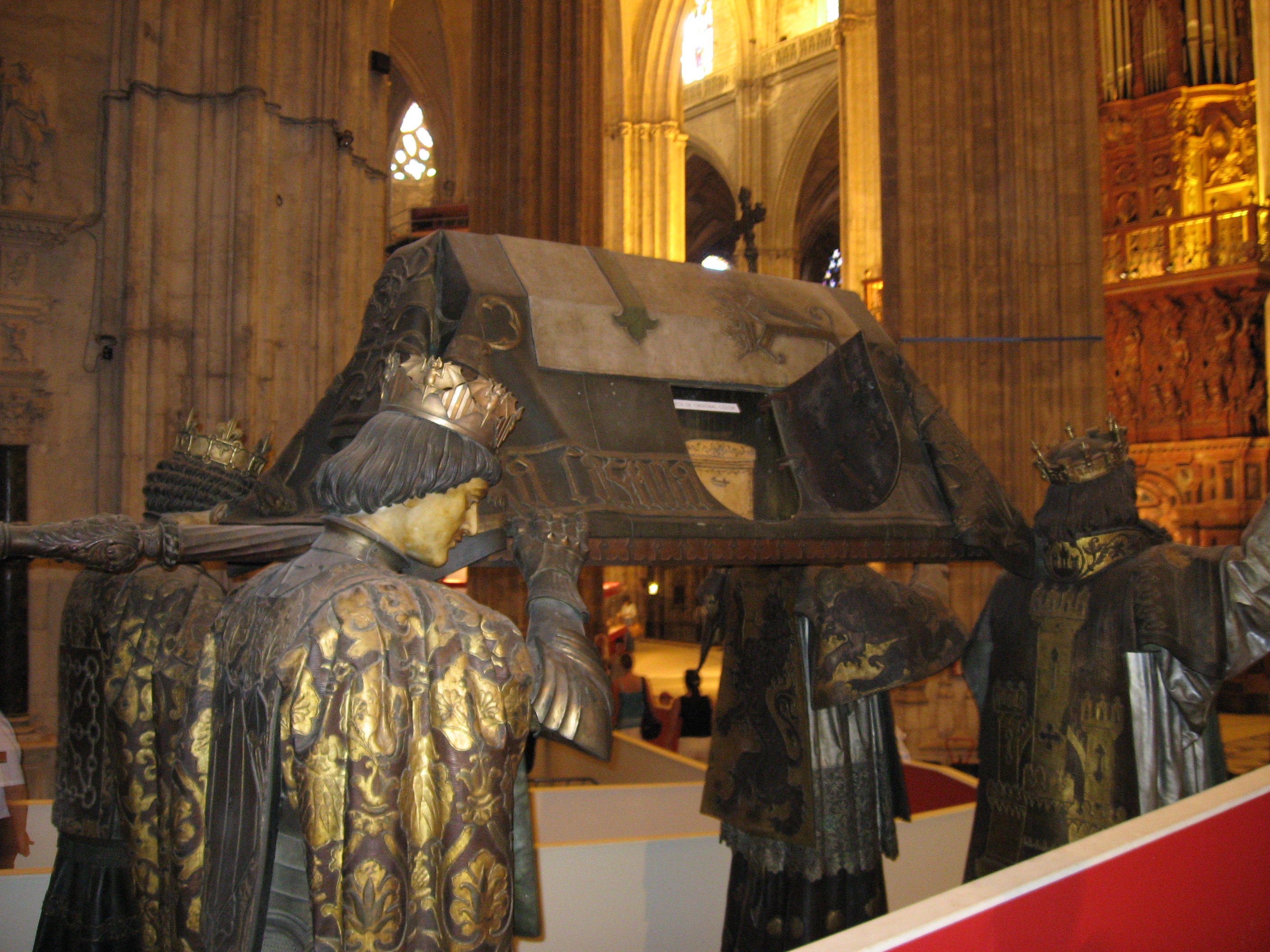
Grobowiec Krzysztofa Kolumba

Katedra Najświętszej Marii Panny w Sewilli (hiszp. Catedral de Santa María de la Sede de Sevilla) – gotycka katedra, powstała w Sewilli (Hiszpania), w miejscu meczetu zbudowanego przez muzułmańską dynastię Almohadów. Katedra jest największym i jednym z najwspanialszych kościołów gotyckich na świecie.

## Historia
W czasie panowania w Andaluzji Maurów w miejscu dzisiejszego sanktuarium stał duży meczet wybudowany w drugiej połowie XII wieku na polecenie kalifa Abu Yacub Jusufa z dynastii Almohadów. W 1248 r. armia króla Ferdynanda III odbiła Sewillę z rąk muzułmanów. Przez kolejne 150 lat po niewielkich adaptacjach dawny meczet był wykorzystywany jako świątynia chrześcijańska. Pozostałościami meczetu są dzwonnica Giralda (dawny minaret) i Patio de los Naranjos. Dopiero w 8 lipca 1401 r. kapituła katedry sewilskiej podjęła decyzję o wzniesieniu kościoła w miejscu świątyni muzułmańskiej. Większość dawnego meczetu zburzono, jego patio otoczono krużgankami, a minaret przekształcono na dzwonnicę. Budowa obiektu trwała blisko 100 lat, w 1506 r. zakończono budowę katedry, jednak prace wykończeniowe zajęły budowniczym niemal cztery wieki. W XVI w. ukończono kopułę nad główną zakrystią, a także dodano charakterystyczne łańcuchy otaczające katedrę i uniemożliwiające handlarzom ulicznym sprzedaż towarów w bezpośrednim sąsiedztwie budynku. W 1511 r. doszło do zawalenia się głównej kopuły kościoła, odbudowę rozpoczęto w 1515 roku.
W 1987 r. katedra wraz ze znajdującymi się obok pałacem królewskim Alkazarem i Głównym Archiwum Indii została wpisana na Listę Światowego Dziedzictwa UNESCO.

## Architektura

Katedra w Sewilli składa się z pięciu naw z wyraźnie wyższymi transeptem i nawą główną. Konstrukcję spajają charakterystyczne dwuprzęsłowe łuki przyporowe, ozdobione sterczynami. Do wnętrza świątyni prowadzi 9 gotyckich, bogato zdobionych portali. Sanktuarium ma 76 m długości i 116 m szerokości.
Od wschodu do katedry przylega słynna dzwonnica, tzw. Giralda, będąca jednym z symboli Sewilli. Wieża mieszcząca w najwyższej kondygnacji dzwonnicę z 24 dzwonami, osiąga wysokość 100 m. Pierwotnie był to minaret wybudowany pod koniec XII w. W środkowej partii elewacji zachowały się typowe dla architektury muzułmańskiej zdobienia ornamentowe, natomiast górna nadbudowana część wykazuje cechy hiszpańskiego renesansu. Dla turystów udostępniono taras widokowy na wieży. 
We wnętrzu świątyni, podobnie jak w kilku innych katedra hiszpańskich, w obrębie nawy głównej wydzielono przestrzeń dla chóru oraz prezbiterium. Sam chór jest otoczony niezwykle ozdobnym murem (tzw. trascoro). Wewnątrz znajdują się stale, nad którymi wznoszą się ogromne, bogato zdobione podwójne organy. W prezbiterium umieszczono imponującą, uznawaną za największą na świecie, nastawę ołtarzową z wieloma polichromowamymi rzeźbami o tematyce biblijnej. 
Interesującym dziełem sztuki jest pochodząca z XVI w. czterometrowa monstrancja procesyjna.

## Warto zobaczyć
- Prezbiterium – zbudowane (zgodnie z pozostawioną inskrypcją na tronie królewskim) w 1478 przez Nufro Sáncheza. 117 stalli wykonanych zostało z dębu i jodły w stylu łączącym elementy gotyku, mudejaru i plateresco. Na oparciach stalli dolnych umieszczony jest wizerunek Giraldy w formie, w jakiej była jeszcze minaretem. Zagłówki natomiast zdobią reliefy przedstawiające sceny biblijne. Całe prezbiterium przykryte jest baldachimem, delikatnie rzeźbionym, z wieloma filigranowymi figurkami.
- Capilla Mayor, w kaplicy znajduje się główny ołtarz, największy w Hiszpanii (18,2 m szerokości i 27,8 m wysokości). Budowa rozpoczęta w 1482 przez flamandzkiego rzeźbiarza Pietera Dancarta zakończono została dopiero pod koniec XVI wieku. Nastawa ołtarzowa (Retabulum Mayor) wykonana jest z drewna orzechowca, modrzewia i kasztanowca w formie tryptyku zwieńczonego baldachimem i wzmocnionego belką poprzeczną. Wewnątrz znajduje się 45 grup figur drewnianych, w centralnej części przedstawiające sceny z życia Marii i Jezusa, na skrzydłach bocznych natomiast sceny z biblijnej historii stworzenia świata.
- Capilla Real, kaplica królewska, zbudowana w latach 1551–1558, podczas panowania Karola V, a poświęcona zdobywcy Sewilli Ferdynandowi III Świętemu. Kaplica zbudowana jest na planie kwadratu, przykryta kasetonową kopułą. Szczątki Ferdynanda złożone są w srebrnym relikwiarzu z XVIII wieku. W środkowej niszy znajduje się wykonana z modrzewia figura Niepokalanej Dziewicy bogato ozdobiona klejnotami. Jej głowa i ręce mogą się poruszać dzięki wbudowanemu mechanizmowi.
- Grobowiec Krzysztofa Kolumba. Trumnę podróżnika podtrzymują postacie uosabiające cztery wielkie królestwa: Kastylii, Leónu, Nawarry i Aragonii[4].
- Sacristia Mayor, zbudowana w latach 1528–1543.
- Capilla de San Andrés, wewnątrz, pod czerwonym baldachimem, eksponowane jest jedno z najcenniejszych dzieł sztuki w katedrze, krucyfiks wykonany w 1603 roku przez Juan Martíneza Montañésa, zwanego hiszpańskim Michałem Aniołem

## Pozostałe informacje
- Na szczycie wieży znajduje się czterometrowa figura (tzw. Giraldillo) przedstawiająca kobietę z palmą i półokrągłym sztandarem w rękach, będącą alegorią triumfu wiary chrześcijańskiej nad islamem. Posąg może się obracać pod wpływem podmuchów wiatru, pełniąc tym samym funkcję wiatrowskazu[2].
- Do ozdobienia ołtarza wykorzystano 3 tony złota[2].